# A-1 Pictures
株式会社A-1 Pictures（エイ・ワン ピクチャーズ、英: A-1 Pictures Inc.、略称: A1P）は、日本のアニメ制作会社。ソニーグループ傘下の株式会社アニプレックスの完全子会社。日本動画協会正会員。

## 歴史
2005年5月9日、ソニーグループ内のアニメコンテンツにおけるビジネス展開の中心企業として、アニプレックスによりアニメコンテンツ供給の安定化や高品質化を目的に設立された。初代代表取締役は当時アニプレックスの代表取締役を務めていた竹内成和。
社名の由来は「Aniplex」「Animation」「Asagaya」の3つの言葉と「アニメーションで1番になりたい」という思いから来ている。
2006年、ノーサイドと共同制作した『ぜんまいざむらい』より元請制作を開始し、同年10月には東京都杉並区に本社兼阿佐ヶ谷スタジオを設立。サンライズ、J.C.STAFF、プロダクションIG、シンエイ動画などから制作スタッフが移籍し2007年に制作した『おおきく振りかぶって』より自社単独での元請制作を開始した。2012年には高円寺スタジオが稼動開始した。
2018年4月1日、高円寺スタジオを「CloverWorks」へ改称し、ブランド化。同年10月1日、同ブランドをアニプレックス子会社として会社分割した。2022年11月にはA-1 Picturesの代表退任に伴い、CloverWorks代表取締役の清水暁がA-1 Pictures代表取締役執行役員社長を兼任することとなる。
2024年6月17日、3Hzのアニメーション企画・制作事業を譲受したことを発表した。
2025年7月1日、新たな社内レーベルとして「Psyde Kick Studio（サイドキックスタジオ）」を設立したことを発表した。

## 作風
主にアニプレックス製作作品の実制作やファミリー向けアニメーションの制作を中心に事業展開している。一方2009年に当時SANKYOの子会社であったサテライトと共同制作した『FAIRY TAIL』ではグループ外のポニーキャニオン（FCG系・FMHD子会社）と、2011年・2013年に制作した『うたの☆プリンスさまっ♪ マジLOVEシリーズ』ではキングレコードとそれぞれ製作委員会を構成。またテレビ東京と原作に頼らないオリジナルアニメの共同制作・放映において業務提携するなど、親会社であるアニプレックス以外の企業との取引も多い。さらにアニメ・エキスポ2007（アメリカ合衆国）、Japan Expo2008（フランス）に出展する等国際的に事業展開している。
本社が手掛ける作品は、『あの日見た花の名前を僕達はまだ知らない』や『心が叫びたがってるんだ。』、『おおきく振りかぶって』など、埼玉県を舞台とする作品が比較的多い。その所以で、埼玉県西部と東京都を走る西武鉄道と同社の作品はコラボしやすい。『あの花』や『ここさけ』に限らず、西武線沿線の大泉学園を舞台とする『四月は君の嘘』ともコラボを実施している。

## 作品

### テレビアニメ
| 開始年 | 放送期間         | タイトル                                                                 | 監督                      | シリーズ構成                | アニメーション プロデューサー | 原作                           | 備考                                                          |
| ------ | ---------------- | ------------------------------------------------------------------------ | ------------------------- | --------------------------- | ----------------------------- | ------------------------------ | ------------------------------------------------------------- |
| 2006年 | 4月 - 2009年2月  | ぜんまいざむらい                                                         | やすみ哲夫                | N/A                         | N/A                           | オリジナル                     | 共同制作：ノーサイド                                          |
| 2007年 | 4月 - 9月        | おおきく振りかぶって                                                     | 水島努                    | 黒田洋介                    | 岩田幹宏                      | 漫画                           |                                                               |
| 2007年 | 4月 - 2008年3月  | ロビーとケロビー                                                         | 紅優                      | 河原ゆうじ                  | 落越友則 五十嵐守             | オリジナル                     |                                                               |
| 2008年 | 1月 - 6月        | ペルソナ 〜トリニティ・ソウル〜                                          | 松本淳                    | むとうやすゆき              | 大松裕                        | ゲーム                         |                                                               |
| 2008年 | 7月 - 9月        | 鉄腕バーディー DECODE                                                    | 赤根和樹                  | 大野木寛                    | 高村江美                      | 漫画                           |                                                               |
| 2008年 | 10月 - 12月      | かんなぎ                                                                 | 山本寛                    | 倉田英之                    | 清水暁                        | 漫画                           |                                                               |
| 2008年 | 10月 - 12月      | 絶対やれるギリシャ神話                                                   | 牛草健                    | N/A                         | 武末治                        | オリジナル                     | 共同制作：ノーサイド                                          |
| 2008年 | 10月 - 2009年3月 | 黒執事                                                                   | 篠原俊哉                  | 岡田麿里                    | N/A                           | 漫画                           |                                                               |
| 2009年 | 1月 - 3月        | 鉄腕バーディー DECODE:02                                                 | 赤根和樹                  | 大野木寛 水上清資           | 高村江美                      | 漫画                           |                                                               |
| 2009年 | 4月 - 9月        | 戦場のヴァルキュリア                                                     | 山本靖貴                  | 横手美智子                  | 加藤淳                        | ゲーム                         |                                                               |
| 2009年 | 10月 - 2013年3月 | FAIRY TAIL                                                               | 石平信司                  | 十川誠志                    | 川人憲治郎 中山浩太郎         | 漫画                           | 共同制作：サテライト                                          |
| 2010年 | 1月 - 3月        | ソ・ラ・ノ・ヲ・ト                                                       | 神戸守                    | 吉野弘幸                    | 清水暁                        | オリジナル                     |                                                               |
| 2010年 | 4月 - 6月        | おおきく振りかぶって 〜夏の大会編〜                                      | 水島努                    | 黒田洋介                    | 岩田幹宏                      | 漫画                           |                                                               |
| 2010年 | 4月 - 6月        | WORKING!!                                                                | 平池芳正                  | 平池芳正                    | 五十嵐守                      | 漫画                           |                                                               |
| 2010年 | 4月 - 6月        | 閃光のナイトレイド                                                       | 松本淳                    | N/A                         | 大松裕                        | オリジナル                     |                                                               |
| 2010年 | 7月 - 9月        | 黒執事II                                                                 | 小倉宏文                  | 岡田麿里                    | N/A                           | 漫画                           |                                                               |
| 2010年 | 7月 - 9月        | 世紀末オカルト学院                                                       | 伊藤智彦                  | 水上清資                    | 林健一                        | オリジナル                     |                                                               |
| 2010年 | 10月 - 12月      | 咎狗の血                                                                 | 紺野直幸                  | 高橋ナツコ                  | 植田もとき 澤口幸一           | ゲーム                         |                                                               |
| 2011年 | 1月 - 3月        | フラクタル                                                               | 山本寛                    | 岡田麿里                    | 清水暁                        | オリジナル                     |                                                               |
| 2011年 | 4月 - 6月        | あの日見た花の名前を僕達はまだ知らない。                                 | 長井龍雪                  | N/A                         | 岩田幹宏                      | オリジナル                     |                                                               |
| 2011年 | 4月 - 10月       | 青の祓魔師                                                               | 岡村天斎                  | 山口亮太                    | 林健一                        | 漫画                           |                                                               |
| 2011年 | 7月 - 9月        | うたの☆プリンスさまっ♪ マジLOVE1000%                                     | 紅優                      | 金春智子                    | 加藤淳                        | ゲーム                         |                                                               |
| 2011年 | 7月 - 12月       | THE IDOLM@STER                                                           | 錦織敦史                  | 待田堂子 錦織敦史           | 清水暁                        | ゲーム                         |                                                               |
| 2011年 | 10月 - 12月      | WORKING'!!                                                               | 大槻敦史                  | 吉岡たかを                  | 五十嵐守                      | 漫画                           |                                                               |
| 2012年 | 4月 - 6月        | つり球                                                                   | 中村健治                  | 大野敏哉                    | 大松裕                        | オリジナル                     |                                                               |
| 2012年 | 4月 - 2014年3月  | 宇宙兄弟                                                                 | 渡辺歩                    | 上江洲誠 加藤陽一           | 外﨑真                        | 漫画                           |                                                               |
| 2012年 | 7月 - 12月       | ソードアート・オンライン                                                 | 伊藤智彦                  | N/A                         | 加藤淳                        | 小説                           |                                                               |
| 2012年 | 9月 - 2013年3月  | 新世界より                                                               | 石浜真史                  | 十川誠志                    | 大松裕                        | 小説                           |                                                               |
| 2012年 | 10月 - 2013年3月 | マギ The labyrinth of magic                                              | 舛成孝二                  | 吉野弘幸                    | 清水暁                        | 漫画                           |                                                               |
| 2012年 | 10月 - 2013年9月 | 超速変形ジャイロゼッター                                                 | 高松信司（総） 森邦宏     | 佐藤大 ストーリーライダーズ | 中山浩太郎                    | ゲーム                         |                                                               |
| 2013年 | 1月 - 3月        | 俺の彼女と幼なじみが修羅場すぎる                                         | 亀井幹太                  | 浦畑達彦                    | 五十嵐守                      | 小説                           |                                                               |
| 2013年 | 1月 - 3月        | ビビッドレッド・オペレーション                                           | 高村和宏                  | 吉野弘幸 高村和宏           | 福島祐一                      | オリジナル                     |                                                               |
| 2013年 | 4月 - 6月        | うたの☆プリンスさまっ♪ マジLOVE2000%                                     | 紅優 鵜飼ゆうき           | 紅優 鵜飼ゆうき             | 加藤淳                        | ゲーム                         |                                                               |
| 2013年 | 4月 - 6月        | 俺の妹がこんなに可愛いわけがない。                                       | 神戸洋行                  | 倉田英之                    | 加藤淳                        | 小説                           |                                                               |
| 2013年 | 7月 - 9月        | サーバント×サービス                                                      | 山本靖貴                  | 下山健人                    | 五十嵐守                      | 漫画                           |                                                               |
| 2013年 | 7月 - 9月        | 銀の匙 Silver Spoon                                                      | 伊藤智彦                  | 岸本卓                      | 岩田幹宏                      | 漫画                           |                                                               |
| 2013年 | 10月 - 12月      | ガリレイドンナ                                                           | 梅津泰臣                  | N/A                         | 加藤淳 清田穣二               | オリジナル                     |                                                               |
| 2013年 | 10月 - 2014年3月 | マギ The kingdom of magic                                                | 舛成孝二                  | 吉野弘幸                    | 清水暁                        | 漫画                           |                                                               |
| 2013年 | 12月31日         | ソードアート・オンライン Extra Edition                                   | 伊藤智彦                  | N/A                         | 加藤淳                        | 小説                           |                                                               |
| 2014年 | 1月 - 3月        | 銀の匙 Silver Spoon（第2クール）                                         | 出合小都美                | 岸本卓                      | 岩田幹宏                      | 漫画                           |                                                               |
| 2014年 | 1月 - 3月        | 世界征服〜謀略のズヴィズダー〜                                           | 岡村天斎                  | 星空めてお 岡村天斎         | 外﨑真                        | オリジナル                     |                                                               |
| 2014年 | 4月 - 6月        | 龍ヶ嬢七々々の埋蔵金                                                     | 亀井幹太                  | 倉田英之                    | 五十嵐守                      | 小説                           |                                                               |
| 2014年 | 4月 - 2016年3月  | FAIRY TAIL（第2期）                                                      | 石平信司                  | 十川誠志                    | 飯島弘志 中山浩太郎           | 漫画                           | 共同制作：ブリッジ                                            |
| 2014年 | 7月 - 9月        | アルドノア・ゼロ                                                         | あおきえい                | 高山カツヒコ                | 長野敏之 林健一               | オリジナル                     | 共同制作：TROYCA                                              |
| 2014年 | 7月 - 9月        | Persona4 the Golden ANIMATION                                            | 岸誠二（総） 田口智久     | 熊谷純                      | 櫻井崇 林健一                 | ゲーム                         |                                                               |
| 2014年 | 7月 - 9月        | 黒執事 Book of Circus                                                    | 阿部記之                  | 吉野弘幸                    | 山田賢志郎                    | 漫画                           |                                                               |
| 2014年 | 7月 - 12月       | ソードアート・オンラインII                                               | 伊藤智彦                  | N/A                         | 加藤淳 清田穣二               | 小説                           |                                                               |
| 2014年 | 10月 - 2015年3月 | まじっく快斗1412                                                         | 工藤進                    | N/A                         | 大松裕                        | 漫画                           |                                                               |
| 2014年 | 10月 - 2015年3月 | 七つの大罪                                                               | 岡村天斎                  | 菅正太郎                    | 山田賢志郎                    | 漫画                           |                                                               |
| 2014年 | 10月 - 2015年3月 | 四月は君の嘘                                                             | イシグロキョウヘイ        | 吉岡たかを                  | 福島祐一                      | 漫画                           |                                                               |
| 2015年 | 1月 - 3月        | 冴えない彼女の育てかた                                                   | 亀井幹太                  | 丸戸史明                    | 清水暁                        | 小説                           |                                                               |
| 2015年 | 1月 - 3月        | アルドノア・ゼロ（第2クール）                                            | あおきえい                | 高山カツヒコ                | 長野敏之 林健一               | オリジナル                     | 共同制作：TROYCA                                              |
| 2015年 | 1月 - 4月        | アイドルマスター シンデレラガールズ                                      | 高雄統子                  | 高雄統子 髙橋龍也           | 福島祐一                      | ゲーム                         | 1stシーズン                                                   |
| 2015年 | 7月 - 10月       | アイドルマスター シンデレラガールズ                                      | 高雄統子                  | 高雄統子 髙橋龍也           | 福島祐一                      | ゲーム                         | 2ndシーズン                                                   |
| 2015年 | 4月 - 6月        | 魔法少女リリカルなのはViVid                                              | 伊藤祐毅                  | N/A                         | 五十嵐守                      | 漫画                           |                                                               |
| 2015年 | 4月 - 6月        | ガンスリンガー ストラトス                                                | 江崎慎平                  | 海法紀光                    | 外崎真                        | ゲーム                         |                                                               |
| 2015年 | 4月 - 6月        | うたの☆プリンスさまっ♪ マジLOVEレボリューションズ                        | 星野真                    | 金春智子                    | 加藤淳 北村京子               | ゲーム                         |                                                               |
| 2015年 | 4月 - 9月        | 電波教師                                                                 | 佐藤真人                  | 前川淳                      | 横山敏 溝上猛                 | 漫画                           |                                                               |
| 2015年 | 7月 - 9月        | GATE 自衛隊 彼の地にて、斯く戦えり                                       | 京極尚彦                  | 浦畑達彦                    | 清田穣二                      | 小説                           |                                                               |
| 2015年 | 7月 - 9月、12月  | WORKING!!!                                                               | 鎌倉由実                  | 吉岡たかを                  | 五十嵐守                      | 漫画                           |                                                               |
| 2015年 | 10月 - 12月      | 学戦都市アスタリスク                                                     | 小野学（総） セトウケンジ | N/A                         | 山田賢志郎                    | 小説                           |                                                               |
| 2015年 | 10月 - 12月      | すべてがFになる THE PERFECT INSIDER                                      | 神戸守                    | 大野敏哉                    | 大松裕                        | 小説                           |                                                               |
| 2016年 | 1月 - 3月        | 僕だけがいない街                                                         | 伊藤智彦                  | 岸本卓                      | 賀部匠美                      | 漫画                           |                                                               |
| 2016年 | 1月 - 3月        | GATE 自衛隊 彼の地にて、斯く戦えり（第2クール）                          | 京極尚彦                  | 浦畑達彦                    | 清田穣二                      | 小説                           |                                                               |
| 2016年 | 1月 - 3月        | 灰と幻想のグリムガル                                                     | 中村亮介                  | N/A                         | 大松裕                        | 小説                           |                                                               |
| 2016年 | 4月 - 6月        | 学戦都市アスタリスク（2nd Season）                                       | 小野学（総） セトウケンジ | N/A                         | 山田賢志郎                    | 小説                           |                                                               |
| 2016年 | 4月 - 9月        | 逆転裁判 〜その「真実」、異議あり!〜                                     | 渡辺歩                    | 冨岡淳広                    | 外崎真                        | ゲーム                         |                                                               |
| 2016年 | 7月 - 9月        | B-PROJECT〜鼓動*アンビシャス〜                                           | 菅沼栄治                  | 赤尾でこ                    | 工藤博                        | アイドル プロジェクト          |                                                               |
| 2016年 | 7月 - 9月        | クオリディア・コード                                                     | かわむらけんいち          | N/A                         | 米沢圭亮                      | メディア ミックス              |                                                               |
| 2016年 | 8月 - 9月        | 七つの大罪 聖戦の予兆                                                    | ところともかず            | 綾奈ゆにこ                  | 藤田祥雄                      | 漫画                           |                                                               |
| 2016年 | 9月3日           | PERSONA5 the Animation -THE DAY BREAKERS-                                | 尾崎隆晴                  | N/A                         | 外崎真                        | ゲーム                         |                                                               |
| 2016年 | 10月 - 12月      | WWW.WORKING!!                                                            | 鎌倉由実                  | 吉岡たかを                  | 五十嵐守                      | 漫画                           |                                                               |
| 2016年 | 10月 - 12月      | うたの☆プリンスさまっ♪ マジLOVEレジェンドスター                          | 古田丈司                  | 金春智子 紺野さやか         | 加藤淳 立石啓介               | ゲーム                         |                                                               |
| 2016年 | 10月 - 12月      | Occultic;Nine -オカルティック・ナイン-                                   | イシグロキョウヘイ        | MAGES. 森田と純平           | 福島祐一                      | 小説                           |                                                               |
| 2017年 | 1月 - 3月        | 青の祓魔師 京都不浄王篇                                                  | 初見浩一                  | 大野敏哉                    | 清田穣二                      | 漫画                           |                                                               |
| 2017年 | 1月 - 3月        | 亜人ちゃんは語りたい                                                     | 安藤良                    | 吉岡たかを                  | 賀部匠美                      | 漫画                           |                                                               |
| 2017年 | 4月 - 6月        | GRANBLUE FANTASY The Animation                                           | 伊藤祐毅                  | Cygames                     | 木田和哉                      | ゲーム                         |                                                               |
| 2017年 | 4月 - 6月        | エロマンガ先生                                                           | 竹下良平                  | 髙橋龍也                    | 五十嵐守                      | 小説                           |                                                               |
| 2017年 | 4月 - 6月        | 冴えない彼女の育てかた♭                                                  | 亀井幹太                  | 丸戸史明                    | 辻俊一                        | 小説                           |                                                               |
| 2017年 | 7月 - 12月       | Fate/Apocrypha                                                           | 浅井義之                  | 東出祐一郎                  | 藤田祥雄                      | 小説                           |                                                               |
| 2017年 | 10月 - 12月      | ブレンド・S                                                              | 益山亮司                  | 雑破業                      | 清田穣二                      | 漫画                           |                                                               |
| 2017年 | 10月 - 12月      | アイドルマスター SideM                                                   | 原田孝宏 黒木美幸         | 綾奈ゆにこ 菅原雪絵         | 福島祐一                      | メディア ミックス              |                                                               |
| 2018年 | 1月 - 3月        | スロウスタート                                                           | 橋本裕之                  | 井上美緒                    | 瀬戸敬太                      | 漫画                           | 制作スタジオ：CloverWorks（高円寺スタジオ）                   |
| 2018年 | 1月 - 7月        | ダーリン・イン・ザ・フランキス                                           | 錦織敦史                  | 錦織敦史 林直孝             | 福島祐一                      | オリジナル                     | 制作スタジオ：CloverWorks（高円寺スタジオ） 共同制作：TRIGGER |
| 2018年 | 1月 - 6月        | グランクレスト戦記                                                       | 畠山守                    | 水野良 矢野俊策             | 山田賢志郎                    | 小説                           |                                                               |
| 2018年 | 1月 - 6月        | 七つの大罪 戒めの復活                                                    | 古田丈司                  | 吉岡たかを                  | 山田賢志郎 渋谷晃尚           | 漫画                           |                                                               |
| 2018年 | 4月 - 6月        | ヲタクに恋は難しい                                                       | 平池芳正                  | 平池芳正                    | 立石啓介                      | 漫画                           |                                                               |
| 2018年 | 4月 - 9月        | PERSONA5 the Animation                                                   | 石浜真史                  | 猪爪慎一                    | 外崎真                        | ゲーム                         | 制作スタジオ：CloverWorks                                     |
| 2018年 | 10月 - 2019年3月 | ソードアート・オンライン アリシゼーション                                | 小野学                    | N/A                         | 金子敦史                      | 小説                           |                                                               |
| 2018年 | 10月 - 2019年9月 | FAIRY TAIL ファイナルシリーズ                                            | 石平信司                  | 十川誠志                    | 中山浩太郎                    | 漫画                           | 共同制作：CloverWorks、ブリッジ                               |
| 2018年 | 12月             | マンガで分かる!Fate/Grand Order                                          | 榎戸駿 坂詰嵩仁           | N/A                         | 藤田祥雄                      | 漫画                           |                                                               |
| 2019年 | 1月 - 3月        | かぐや様は告らせたい〜天才たちの恋愛頭脳戦〜                             | 畠山守                    | 中西やすひろ                | 山田賢志郎                    | 漫画                           |                                                               |
| 2019年 | 10月 - 12月      | ソードアート・オンライン アリシゼーション War of Underworld              | 小野学                    | N/A                         | 金子敦史                      | 小説                           |                                                               |
| 2020年 | 1月 - 3月        | 22/7                                                                     | 阿保孝雄                  | 宮島礼吏 永井千晶           | 加藤淳                        | アイドル グループ              |                                                               |
| 2020年 | 4月 - 6月        | かぐや様は告らせたい?〜天才たちの恋愛頭脳戦〜                            | 畠山守                    | 中西やすひろ                | 山田賢志郎 菊池雄一郎         | 漫画                           |                                                               |
| 2020年 | 7月 - 9月        | ソードアート・オンライン アリシゼーション War of Underworld（第2クール） | 小野学                    | N/A                         | 金子敦史                      | 小説                           |                                                               |
| 2020年 | 10月 - 12月      | 『ヒプノシスマイク -Division Rap Battle-』Rhyme Anima                    | 小野勝巳                  | 吉田伸                      | 北村京子                      | キャラクターラッププロジェクト |                                                               |
| 2020年 | 10月 - 12月      | 戦翼のシグルドリーヴァ                                                   | 徳田大貴                  | 長月達平                    | 山田賢志郎 菊池雄一郎         | オリジナル                     |                                                               |
| 2021年 | 4月 - 6月        | 86-エイティシックス-                                                     | 石井俊匡                  | 大野敏哉                    | 藤井翔太                      | 小説                           | 第1クール                                                     |
| 2021年 | 10月 - 12月      | 86-エイティシックス-                                                     | 石井俊匡                  | 大野敏哉                    | 藤井翔太                      | 小説                           | 第2クール                                                     |
| 2021年 | 10月 - 12月      | ヴィジュアルプリズン                                                     | 古田丈司（総） 田中智也   | 菅原雪絵                    | 菊池雄一郎                    | オリジナル                     |                                                               |
| 2022年 | 3月              | 86-エイティシックス-（第2クール：第22・23話）                            | 石井俊匡                  | 大野敏哉                    | 藤井翔太                      | 小説                           |                                                               |
| 2022年 | 4月 - 6月        | かぐや様は告らせたい-ウルトラロマンティック-                             | 畠山守                    | 中西やすひろ                | 菊池雄一郎                    | 漫画                           |                                                               |
| 2022年 | 7月 - 9月        | リコリス・リコイル                                                       | 足立慎吾                  | 足立慎吾                    | 中柄裕二                      | オリジナル                     |                                                               |
| 2022年 | 7月 - 9月        | Engage Kiss                                                              | 田中智也                  | 丸戸史明                    | 藤田祥雄                      | オリジナル                     |                                                               |
| 2023年 | 1月 - 3月        | NieR:Automata Ver1.1a（第1クール：第1 - 8話）                            | 益山亮司                  | ヨコオタロウ 益山亮司       | 藤井翔太                      | ゲーム                         |                                                               |
| 2023年 | 4月              | かぐや様は告らせたい-ファーストキッスは終わらない-                       | 畠山守                    | 中西やすひろ                | 菊池雄一郎                    | 漫画                           |                                                               |
| 2023年 | 4月 - 6月        | マッシュル-MASHLE-                                                       | 田中智也                  | 黒田洋介                    | 中村将太                      | 漫画                           |                                                               |
| 2023年 | 7月              | Fate/strange Fake -Whispers of Dawn-                                     | 榎戸駿 坂詰嵩仁           | 大東大介                    | 藤田祥雄                      | 小説                           |                                                               |
| 2023年 | 7月              | NieR:Automata Ver1.1a（第1クール：第9 - 12話）                           | 益山亮司                  | ヨコオタロウ 益山亮司       | 藤井翔太                      | ゲーム                         |                                                               |
| 2023年 | 10月 - 12月      | 『ヒプノシスマイク-Division Rap Battle-』Rhyme Anima +                   | 小野勝巳                  | 吉田伸                      | 北村京子                      | キャラクターラッププロジェクト |                                                               |
| 2023年 | 10月 - 12月      | 新しい上司はど天然                                                       | 阿部記之                  | 横谷昌宏                    | 菊池雄一郎                    | 漫画                           |                                                               |
| 2024年 | 1月 - 3月        | 俺だけレベルアップな件                                                   | 中重俊祐                  | 木村暢                      | 金子敦史                      | 小説                           |                                                               |
| 2024年 | 1月 - 3月        | マッシュル-MASHLE- 神覚者候補選抜試験編                                  | 田中智也                  | 黒田洋介                    | 中村将太                      | 漫画                           |                                                               |
| 2024年 | 7月 - 9月        | 負けヒロインが多すぎる!                                                  | 北村翔太郎                | 横谷昌宏                    | 菊池雄一郎                    | 小説                           |                                                               |
| 2024年 | 7月 - 9月        | NieR:Automata Ver1.1a（第2クール）                                       | 益山亮司                  | ヨコオタロウ 益山亮司       | 藤井翔太                      | ゲーム                         |                                                               |
| 2024年 | 10月 - 12月      | ソードアート・オンライン オルタナティブ ガンゲイル・オンラインII         | 迫井政行                  | 黒田洋介                    | 久保秀彰                      | 小説                           | 事業譲受により放送前に制作表記をStudio 3Hzから変更            |
| 2025年 | 1月 - 3月        | 俺だけレベルアップな件 Season 2 -Arise from the Shadow-                  | 中重俊祐                  | 木村暢                      | 金子敦史                      | 小説                           |                                                               |
| 2025年 | 未公表           | Fate/strange Fake                                                        | 榎戸駿 坂詰嵩仁           | 大東大介                    | 藤田祥雄                      | 小説                           |                                                               |
| 2026年 | 未公表           | グロウアップショウ 〜ひまわりのサーカス団〜                              | 亀井幹太                  | 菊池たけし                  | 未公表                        | オリジナル                     | 制作ブランド：Psyde Kick Studio                               |

### 劇場アニメ
| 公開年 | 公開日   | タイトル                                                              | 監督                      | 脚本              | アニメーション プロデューサー | 原作       | 備考                            |
| ------ | -------- | --------------------------------------------------------------------- | ------------------------- | ----------------- | ----------------------------- | ---------- | ------------------------------- |
| 2010年 | 6月26日  | 宇宙ショーへようこそ                                                  | 舛成孝二                  | 倉田英之          | 落越友則                      | オリジナル |                                 |
| 2012年 | 8月18日  | 劇場版 FAIRY TAIL 鳳凰の巫女                                          | 藤森雅也                  | 十川誠志          | 岩田幹宏                      | 漫画       |                                 |
| 2012年 | 12月28日 | 青の祓魔師 ―劇場版―                                                   | 高橋敦史                  | 吉田玲子          | 林健一                        | 漫画       |                                 |
| 2013年 | 5月10日  | 聖☆おにいさん                                                         | 高雄統子                  | 根津理香          | 清水暁                        | 漫画       |                                 |
| 2013年 | 8月31日  | 劇場版 あの日見た花の名前を僕達はまだ知らない。                       | 長井龍雪                  | 岡田麿里          | 岩田幹宏                      | オリジナル |                                 |
| 2014年 | 1月25日  | THE IDOLM@STER MOVIE 輝きの向こう側へ!                                | 錦織敦史                  | 錦織敦史 髙橋龍也 | 福島祐一                      | ゲーム     |                                 |
| 2014年 | 3月1日   | 大きい1年生と小さな2年生                                              | 渡辺歩                    | 高木漢            | 外﨑真                        | 児童文学   | アニメミライ2014参加作          |
| 2014年 | 6月7日   | PERSONA3 THE MOVIE #2 Midsummer Knight's Dream                        | 田口智久                  | 熊谷純            | 櫻井崇 林健一                 | ゲーム     |                                 |
| 2014年 | 8月9日   | 宇宙兄弟#0                                                            | 渡辺歩                    | 小山宙哉          | 外﨑真                        | 漫画       |                                 |
| 2015年 | 4月4日   | PERSONA3 THE MOVIE #3 Falling Down                                    | 元永慶太郎                | 熊谷純            | 辻俊一 林健一                 | ゲーム     |                                 |
| 2015年 | 9月19日  | 心が叫びたがってるんだ。                                              | 長井龍雪                  | 岡田麿里          | 賀部匠美                      | オリジナル |                                 |
| 2016年 | 1月9日   | ガラスの花と壊す世界                                                  | 石浜真史                  | 志茂文彦          | 加藤淳 工藤博                 | オリジナル |                                 |
| 2016年 | 1月23日  | PERSONA3 THE MOVIE #4 Winter of Rebirth                               | 田口智久                  | 熊谷純            | 辻俊一                        | ゲーム     |                                 |
| 2016年 | 2月20日  | 同級生                                                                | 中村章子                  | N/A               | 福島祐一                      | 漫画       |                                 |
| 2017年 | 1月21日  | 劇場版 黒執事 Book of the Atlantic                                    | 阿部記之                  | 吉野弘幸          | 山田賢志郎                    | 漫画       |                                 |
| 2017年 | 2月18日  | 劇場版 ソードアート・オンライン -オーディナル・スケール-              | 伊藤智彦                  | 川原礫 伊藤智彦   | 加藤淳 金子敦史               | 小説       |                                 |
| 2017年 | 5月6日   | 劇場版 FAIRY TAIL -DRAGON CRY-                                        | 南川達馬                  | 米村正二          | 辻俊一                        | 漫画       |                                 |
| 2018年 | 8月18日  | 劇場版 七つの大罪 天空の囚われ人                                      | 阿部記之（総） 西片康人   | 上江洲誠          | 山田賢志郎 渋谷晃尚           | 漫画       |                                 |
| 2019年 | 6月14日  | 劇場版 うたの☆プリンスさまっ♪ マジLOVEキングダム                      | 古田丈司（総） 永岡智佳   | N/A               | N/A                           | ゲーム     |                                 |
| 2020年 | 1月18日  | 劇場版 ハイスクール・フリート                                         | 信田ユウ（総） 中川淳     | 鈴木貴昭 岡田邦彦 | 渋谷晃尚                      | オリジナル |                                 |
| 2020年 | 9月18日  | 思い、思われ、ふり、ふられ                                            | 黒柳トシマサ              | 吉田恵里香        | 清田穣二                      | 漫画       |                                 |
| 2021年 | 10月30日 | 劇場版 ソードアート・オンライン -プログレッシブ- 星なき夜のアリア     | 河野亜矢子                | 木澤行人          | 渋谷晃尚                      | 小説       |                                 |
| 2022年 | 9月2日   | 劇場版 うたの☆プリンスさまっ♪ マジLOVEスターリッシュツアーズ          | 永岡智佳                  | N/A               | N/A                           | ゲーム     |                                 |
| 2022年 | 10月22日 | 劇場版 ソードアート・オンライン -プログレッシブ- 冥き夕闇のスケルツォ | 河野亜矢子                | 木澤行人          | 渋谷晃尚                      | 小説       |                                 |
| 2022年 | 12月23日 | かがみの孤城                                                          | 原恵一                    | 丸尾みほ          | 藤田祥雄 渋谷晃尚             | 小説       |                                 |
| 2025年 | 5月9日   | 劇場版 うたの☆プリンスさまっ♪ TABOO NIGHT XXXX                        | 古田丈司（総） 関暁子     | 未公表            | 未公表                        | ゲーム     |                                 |
| 2026年 | 1月30日  | クスノキの番人                                                        | 伊藤智彦                  | 岸本卓            | 未公表                        | 小説       | 制作ブランド：Psyde Kick Studio |
| 未公表 | 未公表   | アイゼンフリューゲル                                                  | 水島精二（総） 小松田大全 | 菅原雪絵 水島精二 | 未公表                        | 小説       |                                 |
| 未公表 | 未公表   | ソードアート・オンライン 完全新作オリジナル劇場版                     | 未公表                    | 未公表            | 未公表                        | 小説       |                                 |

### OVA
| 発売年 | 発売日                  | タイトル                                               | 監督     | アニメーション プロデューサー | 原作   | 備考               |
| ------ | ----------------------- | ------------------------------------------------------ | -------- | ----------------------------- | ------ | ------------------ |
| 2009年 | 4月16日                 | On the Way to a Smile EPISODE DENZEL FINAL FANTASY VII | 石平信司 | N/A                           | ゲーム | 共同制作:BeStack   |
| 2009年 | 9月10日                 | となりの801ちゃんR                                     | 山本寛   | 清水暁                        | 漫画   | オープニング制作   |
| 2011年 | 6月29日 - 8月31日       | 戦場のヴァルキュリア3 誰がための銃瘡                   | 近藤信宏 | 加藤淳 大橋千恵雄             | ゲーム | 制作協力：ブリッジ |
| 2012年 | 12月3日 - 2013年8月23日 | 聖☆おにいさん                                          | 高雄統子 | N/A                           | 漫画   |                    |
| 2015年 | 1月28日 - 2月25日       | 黒執事 Book of Murder                                  | 阿部記之 | N/A                           | 漫画   |                    |
| 2019年 | 1月16日                 | エロマンガ先生                                         | 竹下良平 | 五十嵐守                      | 小説   |                    |

### Webアニメ
| 配信年 | タイトル                                           | 監督            | シリーズ構成 または脚本 | アニメーション プロデューサー | 原作       |
| ------ | -------------------------------------------------- | --------------- | ----------------------- | ----------------------------- | ---------- |
| 2016年 | BROTHERHOOD FINAL FANTASY XV                       | 増井壮一        | 綾奈ゆにこ              | 木田和哉                      | ゲーム     |
| 2018年 | マンガで分かる!Fate/Grand Order                    | 榎戸駿 坂詰嵩仁 | N/A                     | 藤田祥雄                      | 漫画       |
| 2023年 | ChroNoiR Episode.0                                 | 吉邉尚希        | ODA                     | 杉本俊輔                      | N/A        |
| 2025年 | 『リコリス・リコイル』Friends are thieves of time. | 足立慎吾        | N/A                     | 杉本俊輔                      | オリジナル |

### ゲーム
| 発売年 | タイトル                                                   | 機種                                | 備考                                                   |
| ------ | ---------------------------------------------------------- | ----------------------------------- | ------------------------------------------------------ |
| 2007年 | おおきく振りかぶって ホントのエースになれるかも            | ニンテンドーDS                      | アニメーションおよびイベントCG制作                     |
| 2009年 | FRAGILE 〜さよなら月の廃墟〜                               | Wii                                 | オープニングアニメーションムービーの絵コンテ・演出     |
| 2009年 | 黒執事 Phantom & Ghost                                     | ニンテンドーDS                      | ジャケット制作                                         |
| 2012年 | 青の祓魔師 幻刻の迷宮                                      | PSP                                 | オープニング・エンディングムービーのアニメーション制作 |
| 2012年 | テイルズ オブ ザ ワールド ダイスアドベンチャー             | ウェブブラウザ                      | プロモーション映像のアニメーション制作                 |
| 2012年 | THE IDOLM@STER SHINY FESTA                                 | PSP、iOS                            | 3本のパッケージ別新作アニメーション制作                |
| 2013年 | アイドルマスター ミリオンライブ!                           | フィーチャーフォン Android、iOS、PC | アイドル達のカードイラスト制作                         |
| 2015年 | Fate/Grand Order                                           | Android、iOS                        | オープニングアニメーション、CMアニメーション制作       |
| 2015年 | たんさくえすと                                             | Android、iOS                        | 原作・制作担当                                         |
| 2016年 | 逆転裁判6                                                  | ニンテンドー3DS                     | アニメーション制作                                     |
| 2017年 | ららマジ                                                   | Android、iOS                        | 原作、キャラクター監修                                 |
| 2017年 | ラジアントヒストリア パーフェクトクロノロジー              | ニンテンドー3DS                     | オープニングアニメーション制作                         |
| 2017年 | レイトン ミステリージャーニー カトリーエイルと大富豪の陰謀 | ニンテンドー3DS Android、iOS        | アニメーション制作                                     |
| 2017年 | きららファンタジア                                         | Android、iOS                        | アニメーション制作                                     |
| 2020年 | アークナイツ                                               | Android、iOS                        | 1周年PVアニメーション制作                              |
| 2024年 | 勝利の女神:NIKKE                                           | Android、iOS                        | OLD TALESスペシャルアニメーション制作                  |

### その他
| 年     | タイトル                        | 備考                          |
| ------ | ------------------------------- | ----------------------------- |
| 2007年 | なみすけ                        |                               |
| 2008年 | タカネの自転車                  | 第6回アニマックス大賞受賞作品 |
| 2011年 | けものおと。                    |                               |
| 2012年 | サンデーCM劇場「電波教師」      | -2013年                       |
| 2014年 | 時季は巡る 〜TOKYO STATION〜    |                               |
| 2015年 | ARASHI LIVE TOUR 2015 Japonism  | オープニング映像              |
| 2016年 | ARASHI "Japonism Show" in ARENA | オープニング映像              |
| 2016年 | SHELTER                         | ミュージック・ビデオ          |
| 2020年 | 計り知れない可能性をあなたと    | 四国計測工業CM                |

## 事件・不祥事

### 社員の過労自殺と「ブラック企業大賞」受賞
2010年10月、同社で制作進行を務めていた当時28歳の男性が自殺し、2014年4月11日付けで新宿労働基準監督署が過労によるうつ病が原因として労災認定した（過労自殺）。通院した医療施設の診療録には「月600時間労働」との記載があったが、残業代が支払われた形跡は無いとされている。この事件がきっかけとなり、その劣悪な労働環境がメディアに『ブラック企業』として取り上げられ、『ブラック企業大賞2014 業界賞』を受賞した。
過労自殺した28歳の男性は、在職中は『おおきく振りかぶって』『かんなぎ』などの制作進行を担当。残業時間は多い時で月344時間に上った。7日間連続で会社に泊まったり、3か月休みがなかったこともあった。

## スタジオ
阿佐ヶ谷スタジオ（本社）
- 東京都杉並区成田東4丁目38番18号

阿佐ヶ谷第2スタジオ
- 東京都杉並区阿佐谷南1丁目17番18号 阿佐ヶ谷下田ビル3F

高円寺スタジオ（新）
- 東京都杉並区高円寺南4丁目28番3号 高円寺ビル

朝日生命ビルスタジオ
- 東京都杉並区成田東4丁目38番19号

福岡スタジオ
- 福岡県福岡市中央区大名2丁目4番30号

## 関連人物

### アニメーター・演出家
- 佐々木啓悟
- 川上哲也
- 正岡恩
- 山岸せいら
- 有馬悠梨
- 栁田七彩
- 伊藤若菜
- 佐藤綾香
- 牧野和俊
- 上林真実
- 齋藤悠
- 三浦琢光
- 亰須佑樹
- 横山穂乃花
- 森田勝志
- 上林真実
- 竹田茜
- 大野仁愛
- 菊池貴行

### 制作
- 清水暁（代表取締役 執行役員社長）
- 竹内成和（元代表取締役社長）
- 植田益朗（元代表取締役社長）
- 勝股英夫（元代表取締役社長）
- 柏田真一郎（元代表取締役社長）
- 岩田幹宏
- 蔡香穂
- 加藤淳
- 清田穣二
- 山田賢志郎
- 藤田祥雄
- 金子敦史
- 渋谷晃尚
- 藤井翔太
- 菊池雄一郎
- 中柄裕二
- 中村将太
- 杉本俊輔
- 北村京子
- 中村浩士（現：Nexus代表取締役）
- 梅原翔太（現：CloverWorks所属）

### その他
- 村松千鶴（動画検査）
- 村上彩夏（色指定・検査）
- 中島宏（CGディレクター）
- 工藤菜央（CGディレクター）
- 冨田結伊（撮影）
- 大塚実梨（仕上げ）
- 鈴木彬人（撮影）
- 森岡俊宇（CGクリエイター）
- 砂糖由理（ライセンス）
- 深江暢（現：studio maf 代表取締役）